# Броненосці берегової оборони типу «Оден»
Броненосці берегової оборони типу «Оден», офіційно класифікувалися як Pansarskepp («броньований корабель») — другий тип цього класу кораблів ВМС Швеції. Являли собою розвиток конструкції броненосців берегової оборони типу «Свеа».
Було побудовано три кораблі цього типу: Oden, Niord та Thor.

## Конструкція
Ці відносно невеликі кораблі несли в якості головного калібру дві потужні 10 дюймові (254 мм.) гармати на носі та кормі. Вони також озброювалися чотирма 120 міліметровими гарматами, водночас мали невисоку швидкість — лише 16 вузлів. Як і в попереднього типу броненосців, технічні характеристики конкретних кораблів відрізнялися. Зокрема «Оден» захищала броня Крезо, решту кораблів типу — нікельована броня Гарвея.

## Служба
Кораблі не брали участі у бойових діях. «Тор» з 1906 використовувався як навчальний корабель. «Ніорд» з 1926 використовувався як плавуча казарма.